# Santos (entreprise)
Pour les articles homonymes, voir Santos (homonymie).
Santos Limited est une entreprise pétrolière australienne qui fait partie de l'indice S&P/ASX 50.

## Historique
En août 2018, Santos annonce l'acquisition de Quadrant Energy, présent notamment dans les gisements de pétrole de l'Australie occidentale, pour 2,15 milliards de dollars.
En août 2021, Santos annonce l'acquisition d'Oil Search, une entreprise pétrolière de Papouasie-Nouvelle-Guinée pour 6,2 milliards de dollars américain.